# Willibald Joseph MacDonald
Willibald Joseph MacDonald (* 27. Januar 1897 in Souris West, Prince Edward Island; † 1977) war ein kanadischer Hochschullehrer und Offizier. Von 1963 bis 1969 war er Vizegouverneur der Provinz Prince Edward Island.
MacDonald absolvierte das Prince of Wales College und die St. Dunstan’s University in Charlottetown, an der Université Laval in Québec schloss er mit dem Bachelor of Arts ab. Danach unterrichtete er mehrere Jahrzehnte lang am Prince of Wales College. Im Ersten Weltkrieg meldete er sich freiwillig zum Dienst an der Westfront, im Oktober 1918 erlitt er eine Verwundung. Während des Zweiten Weltkriegs kommandierte er das Regiment Prince Edward Island Highlanders. Generalgouverneur Georges Vanier MacDonald Hyndman am 1. August 1963 als Vizegouverneur von Prince Edward Island. Dieses repräsentative Amt übte er bis zum 6. Oktober 1969 aus.